# أندريه كلينون
أندريه كلينون (بالإنجليزية: Andre Clennon) (15 أغسطس 1989 ببورتمور في جامايكا - ) هو لاعب كرة قدم جامايكي في مركز الوسط. شارك مع منتخب جامايكا لكرة القدم. أما مع النوادي، فقد لعب مع نادي فآسا ونادي ووتر هاوس وأرنيت جاردنز وLam Dong FC ‏.

## روابط خارجية
- أندريه كلينون على موقع قاعدة بيانات كرة القدم.إي يو (الإنجليزية)
- أندريه كلينون على موقع ناشيونال فوتبول تيمز (الإنجليزية)
- أندريه كلينون على موقع Soccerway.com (الإنجليزية)
- أندريه كلينون على موقع AS.com (الإسبانية)